# Zvonko Špišić
Zvonko Špišić (Zagreb, 25. veljače 1937. – Zagreb, 16. svibnja 2017.), hrvatski skladatelj, interpretator šansone, tekstopisac, aranžer i likovni umjetnik.
U glazbenom opusu najpoznatije su mu skladbe koje se vežu uz Zagreb poput "Zagrebečke španciracije", "Grič u suncu, Grič u seni", "Trešnjevačka balada", "Zagrebačko ljeto", "Zagreb i ja", "Zakaj volim Zagreb", "Od Selske do vječnosti", "Tango argentino", "Trešnjevački plac", "Stari dečki", "Pisme gosponu J. Prevertu v Pariz" i mnoge druge. Od 1979. do 1980. bio je potpredsjednik, od 1980. do 1984. predsjednik, a od 1984. do 1988. tajnik Hrvatskog društva skladatelja.
Zvonko Špišić po broju izvedenih pjesama i nagrada prvi je na glazbenim festivalima u Zagrebu i Krapini, a po broju nagrada treći u Splitu. Kao likovni umjetnik priredio je mnoge samostalne i skupne izložbe.

## Životopis
Zvonko Špišić rodio se 25. veljače 1937. godine u Zagrebu. Glazbom se profesionalno počeo baviti od 1958. godine. Glazbenu školu nije završio već je samouk. Objavio je preko 320 skladbi, te je za svoj rad primio šezdesetak domaćih i inozemnih nagrada i priznanja.
U svojoj karijeri bio je na mnogim funkcijama pa je tako od 1979. do 1980. bio potpredsjednik, od 1980. do 1984. predsjednik, te od 1984. do 1988. godine tajnik Hrvatskog društva skladatelja. Sedam godina u dva mandata bio je predsjednik Zajednice umjetnika Hrvatske. Direktor zagrebačkog festivala zabavne glazbe bio je 1980., 1981. i 1987. godine. Od 1972. do 1976. godine bio je zastupnik u Hrvatskom saboru, te je od 1982. do 1986. godine bio odbornik u Skupštini grada Zagreba. 
Osim brojnih skladbi koje se povezuju s Gradom Zagrebom, Zvonko Špišić napisao je i niz mediteranskih skladbi među kojima su "Šjor Perina", "Barbara", "Konoba kod dva ferala", "Barkarole, barkarole", "Materina spara", "Bog nek ti pozlati ruke", "Zvona moga grada" i mnoge druge. U suradnji s Dragom Britvićem i Vice Vukovom kao interpretatorom, napisao je skladbe "Plavi putevi", "Na kraju ljeta", "Zadnji trabakul", "Zeleni se ruzmarin", "Dobra večer uzorita", "Adio mala", "Zasvirat će jedna mandolina", "Mom ćaći", "Tri su puta zvonile gitare", "Plima" i mnogih drugih. Također je napisao mnoga scenska djela, djela za zbor, te brojne šansone od kojih su neke "Kockar", "Bicikl", "Milioner" i mnoge druge.
Kao likovni umjetnik priredio je 18 samostalnih i veliki broj skupnih izložbi. Objavio je tri knjige s tekstovima svojih pjesama, od kojih mnogi spadaju u antologiju hrvatske lirike.

## Nagrade
- 1984. Vjesnikova nagrada "Josip Štolcer Slavenski"
- "Zlatni grb grada Zagreba"
- "Zlatna nota" Zagrebačkog festivala
- Estradna (savezna) nagrada
- "Zlatna kamelija" na festivalu u Opatiji
- "Zlatna ruža Portoroža"
- Druga nagrada na festivalu u Poznanju" (Poljska)
- Red Danice hrvatske s likom Marka Marulića
- Odličje Hrvatskog pletera
- Spomenica domovinske zahvalnosti
- 1998. Zlatna plaketa Status Hrvatske glazbene unije u povodu 40 godina umjetničkoga rada[6]
- 2008. Porin za životno djelo[7]

## Vanjske poveznice
- LZMK / Hrvatska enciklopedija: Špišić, Zvonko
- LZMK / Proleksis enciklopedija: Špišić, Zvonko
- Hrvatsko društvo skladatelja: Špišić, Zvonko
- Zvonko Špišić na SoundCloudu
- Zvonko Špišić na Discogsu